# Erk Sens-Gorius
Pour les articles homonymes, voir Gorius.
Erk Sens-Gorius est un fleurettiste allemand né le 25 janvier 1946 à Hanovre.

## Carrière
Erk Sens-Gorius concourt aux épreuves d'escrime aux Jeux olympiques d'été de 1972 à Munich, terminant cinquième de l'épreuve de fleuret par équipe. Il participe à l'épreuve de fleuret par équipe lors des Jeux olympiques d'été de 1976 à Montréal et remporte avec ses partenaires ouest-allemands Thomas Bach, Harald Hein, Matthias Behr et Klaus Reichert la médaille d'or.